# Marco Giordano
Marco Giordano (* 27. Juli 1996) ist ein italienischer Shorttracker.

## Werdegang
Giordano, der für den C.S.Esercito startet, trat international erstmals bei den Juniorenweltmeisterschaften 2014 in Erzurum in Erscheinung und errang dort den 49. Platz im Mehrkampf und den zehnten Platz mit der Staffel. Bei den Juniorenweltmeisterschaften 2015 in Osaka belegte er den 50. Platz im Mehrkampf und den 14. Rang mit der Staffel und bei den Juniorenweltmeisterschaften 2016 in Sofia den 38. Platz im Mehrkampf und den neunten Rang mit der Staffel. Sein Debüt im Shorttrack-Weltcup hatte er Ende Oktober 2015 in Montreal. Dabei kam er auf den 35. Platz über 1000 m und auf den 27. Rang über 500 m. Bei den Weltmeisterschaften 2016 in Seoul wurde er Sechster mit der Staffel. In der Saison 2018/19 erreichte er in Dresden mit dem zehnten Platz über 1000 m seine erste Top-Zehn-Platzierung im Weltcupeinzel. Bei den Europameisterschaften 2020 in Debrecen gewann er die Bronzemedaille mit der Staffel.

## Persönliche Bestzeiten
- 500 m      41,610 s (aufgestellt am 8. Februar 2019 in Turin)
- 1000 m    1:24,844 min. (aufgestellt am 2. Februar 2019 in Dresden)
- 1500 m    2:15,971 min. (aufgestellt am 18. Oktober 2019 in Bormio)
- 3000 m    4:50,595 min. (aufgestellt am 3. Januar 2016 in Turin)